# Wiralaga I
Wiralaga I is een bestuurslaag in het regentschap Mesuji van de provincie Lampung, Indonesië. Wiralaga I telt 2086 inwoners (volkstelling 2010).